# Phare de Sand Point

Le phare de Sand Point (en anglais : Sand Point Light), est un phare inactif du lac Michigan situé à Escanaba dans le Comté de Delta, Michigan. Depuis 1989, il s'agit d'une aide officieuse à la navigation. Bien qu'il s'agisse d'une aide opérationnelle à la navigation, le phare restauré est maintenant ouvert au public pendant les mois d'été.
Ce phare est inscrit au Registre national des lieux historiques depuis le 1er décembre 1997 sous le n° 97001474 et au Michigan State Historic Preservation Office depuis le 25 février 1988.

## Historique
Peu de temps après être devenue une ville en 1863, Escanaba devint rapidement un important port de navigation. À mesure que le trafic maritime augmentait de façon spectaculaire, la nécessité d'un phare pour guider les navires dans et hors du port et pour les avertir des bancs de sable à proximité devint nécessaire. Sa construction a commencé à l'automne 1867 et s'est terminée au début du printemps 1868. La lumière a brillé pour la première fois dans la nuit du 13 mai 1868.
Le phare de Sand Point est un bâtiment rectangulaire d'un étage et demi avec une tour de briques attenante de 13 m de haut. La tour est surmontée d'une salle de lanterne en fonte qui abrite une lentille de Fresnel du quatrième ordre, émettant une lumière rouge fixe avec une puissance de rayonnement de 18,5 km. Une distinction unique concernant le phare de Sand Point est qu'il a été construit avec sa tour face à la terre au lieu de faire face à l'eau. On ignore si cette orientation était intentionnelle ou une erreur technique.
Au fil des ans, un certain nombre de changements ont eu lieu au phare de Sand Point. Le phare a été raccordé à l'alimentation électrique de la ville en 1913. La lampe à pétrole a été retirée de l'intérieur de l'objectif et a été remplacée par une ampoule à incandescence.

## Les années de la Garde côtière
Au total, neuf gardiens de phare et leurs familles vivaient dans le phare de Sand Point depuis sa création en 1868 jusqu'à sa désactivation en 1939. C'est cette année que la Garde côtière des États-Unis a repris tous les feux de navigation du pays de l'United States National Lighthouse Service (en).
La Garde côtière a mis en service une balise automatisée à plusieurs centaines de pieds au large, qui a remplacé la fonction et les fonctions du phare de Sand Point et de son gardien de phare. La lumière automatisée pour berceau est toujours en usage aujourd'hui et peut être vue depuis la tour du phare de Sand Point.
Le phare de Sand Point n'était plus opérationnel, mais il continuait de servir de logement au marin de la Garde côtière affecté à Escanaba. En utilisant le phare comme résidence, la Garde côtière a apporté de nombreux changements à la structure. La salle des lanternes a été enlevée et la tour a été abaissée de dix pieds. De plus, le toit a été surélevé pour créer un deuxième étage complet, plusieurs fenêtres ont été ajoutées et l'ensemble du bâtiment a été recouvert d'un revêtement en aluminium . Avec ces changements, le phare de Sand Point était à peine reconnaissable.

## Restauration
La Garde côtière américaine a occupé le bâtiment jusqu'en 1985, date à laquelle elle a déménagé dans un nouvel emplacement. Le phare abandonné a ensuite été obtenu par la Delta County Historical Society en 1986 avec l'intention de lui redonner son aspect d'origine. Avec l'aide du plan original de 1867 de l'édifice, la Delta County Historical Society a entrepris des recherches approfondies et une collecte de fonds pour cet immense projet de restauration. Le revêtement en aluminium a d'abord été enlevé pour exposer la maçonnerie d'origine. Le toit a été abaissé à son niveau d'origine, les nouvelles fenêtres ont été maçonnées et la tour tronquée de dix pieds a été reconstruite. Comme la salle et la lentille de la lanterne d'origine n'ont pas été récupérées, la société historique a dû chercher ailleurs des remplacements. Ils ont trouvé une salle de lanterne sur l'île de la Pauvreté à proximité qui avait été retirée du phare de l'île de la Pauvreté et était restée par terre près de la tour pendant près d'une décennie. En 1989, avec la salle de la lanterne, une lentille de Fresnel du quatrième ordre a été obtenue du phare de Menominee Pier, qui étaient toutes les deux des copies presque exactes des originaux qui se trouvaient autrefois au sommet du phare de Sand Point et la lentille a été remplacée. Pour finir la restauration, le phare a été peint en blanc et l'espace intérieur a été restauré et meublé comme un tour de la réplique du 20e siècle.
Après une cérémonie d'inauguration en juillet 1990, le phare de Sand Point, récemment restauré, a été ouvert au public. Chaque année, le phare est ouvert du Memorial Day au 1er octobre, offrant aux visiteurs la possibilité de monter sur la tour et de voir ce que cela aurait été d'être un gardien de phare de cette époque.
Identifiant : ARLHS : USA-726 .

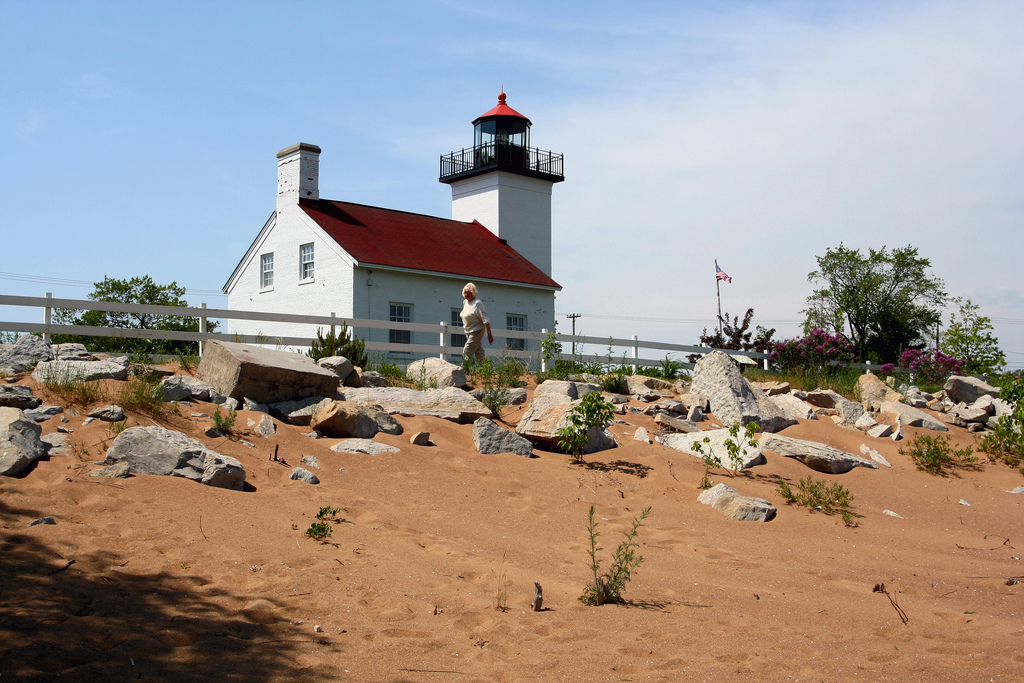
Le phare
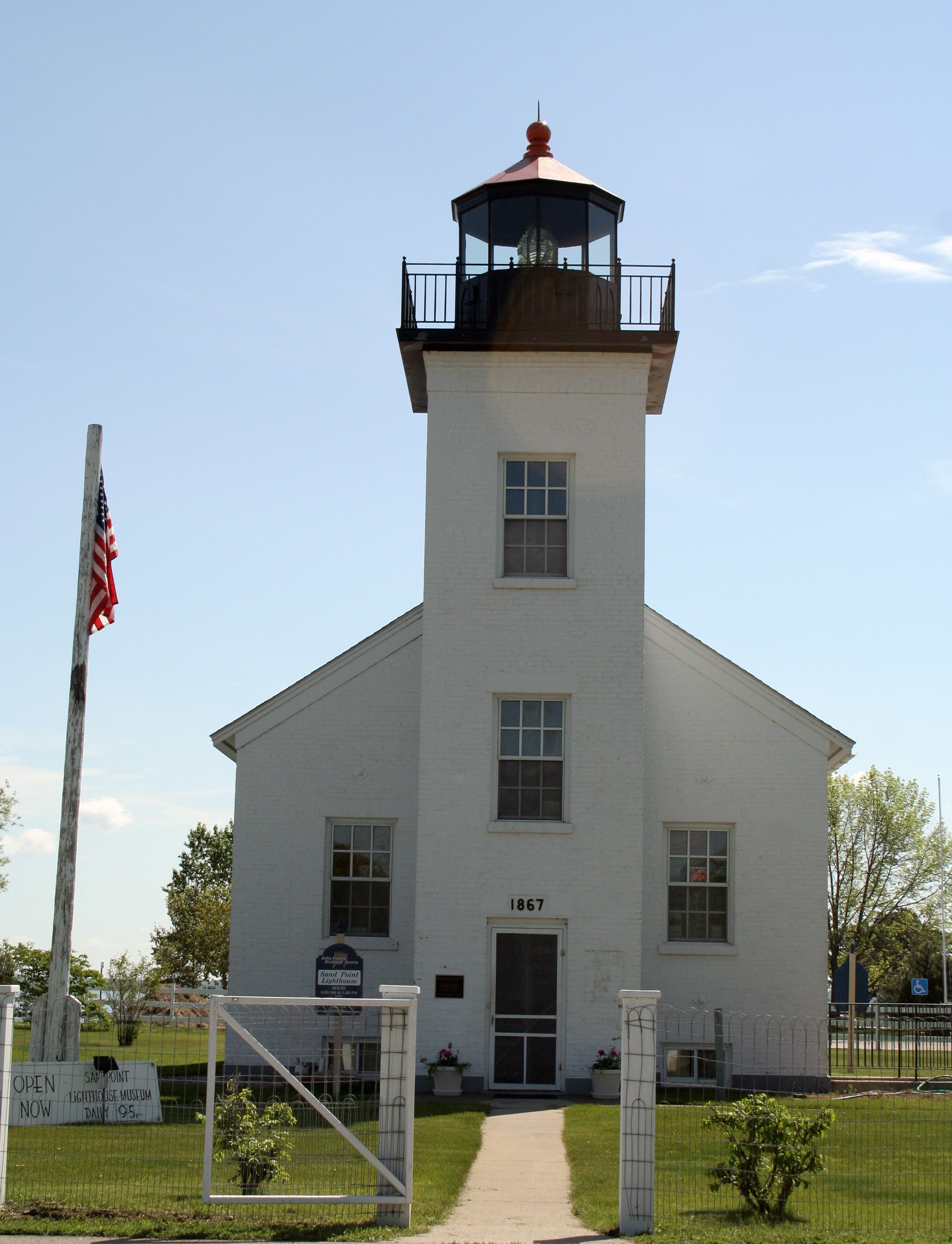
Le phare
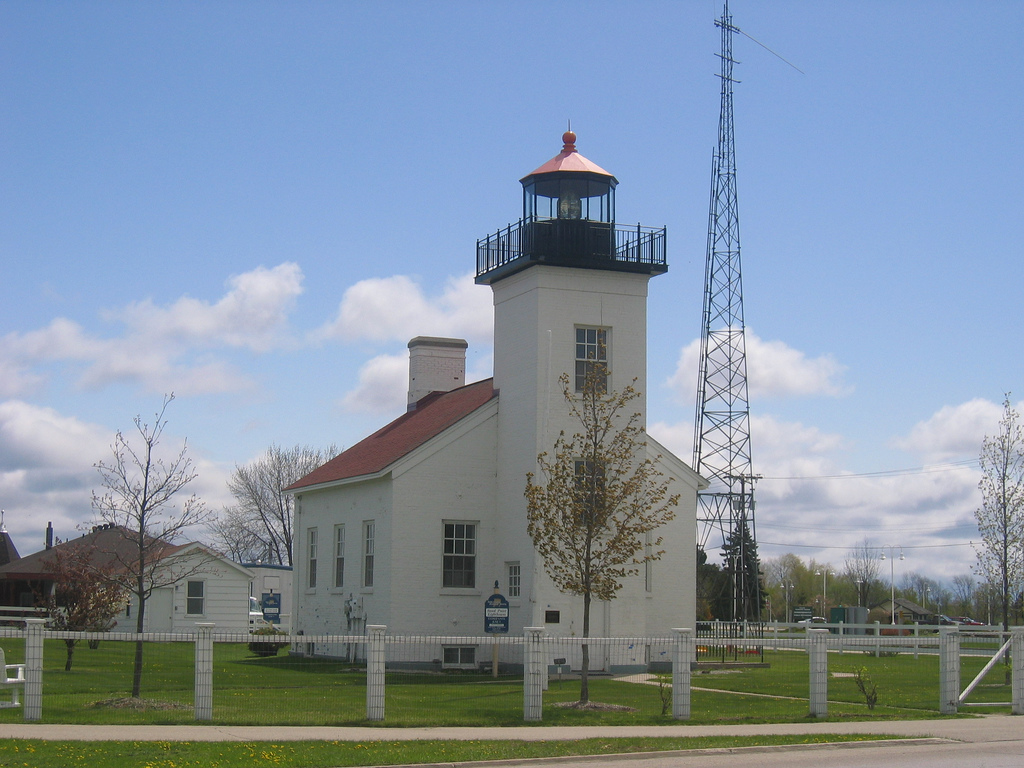
Le phare

### Lien connexe
- Liste des phares au Michigan